# 4 Dywizjon Samochodowy

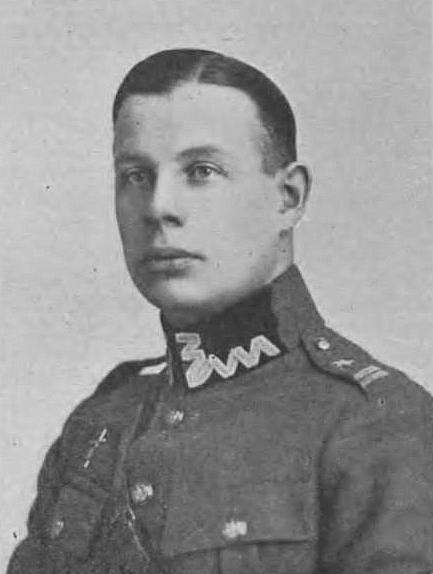
Mjr sam. Henryk Cybulski

4 Dywizjon Samochodowy (4 dsam) – pododdział wojsk samochodowych Wojska Polskiego II RP.

## Formowanie i zmiany organizacyjne
Organizacja wojsk samochodowych w Łodzi rozpoczęła się już w grudniu 1918. Przejęto od Niemców warsztaty samochodowe przy ul. Emilii.
W 1919 warsztaty wyremontowały 354 samochody.
Udało się też utworzyć nieliczny oddział szoferów. Jednocześnie przystąpiono do tworzenia szkoły kierowców. Pierwszy kurs ukończyło 18-tu kierowców, drugi 25, a trzeci-  43.
Latem 1921 dywizjon stacjonował nadal w Łodzi (Okręg Korpusu Nr IV). W sierpniu 1929 została zlikwidowana kolumna szkolna.
Z dniem 31 marca 1930 dywizjon został skadrowany i otrzymał nazwę „Kadra 4 dyonu samochodowego”. W 1932 w kadrze pełniło służbę czterech oficerów, w tym komendant kadry i trzech poruczników (Ksawery Marian Pobóg-Pągowski, Józef Czajka i Teofil Janiszewski).
Na początku 1934 Kadra została jednostką administracyjną i ośrodkiem szkolenia kierowców, a jej stan etatowy liczył 13 oficerów, 110 podoficerów i szeregowców oraz 11 osób personelu cywilnego.
14 listopada 1935 kadra została przeformowana w Kadrę 10 Batalionu Pancernego.
19 maja 1927 minister spraw wojskowych marszałek Polski Józef Piłsudski ustalił i zatwierdził dzień 25 lipca, jako datę święta dywizjonu. 

## Żołnierze dywizjonu
Dowódcy batalionu (od 1930 – komendanci kadry)
- płk sam. Henryk Buczyński (1921[8][9] – 20 XI 1924[10])
- mjr / ppłk sam. Aleksander Rzeszowski (20 XI 1924[11][9] – III 1930 → szef Wydziału Samochodowego w Dep. Zaop. Inż. MSWojsk.[12][13])
- kpt. / mjr sam. Sergiusz Gwiazdowski (1930[14] – †16 III 1933 Łódź[15][16])
- kpt. sam. Kazimierz II Horoszkiewicz (p.o. IV 1933[17] – VI 1934 → 1 baon czołgów i samochodów pancernych[18])
- mjr sam. Henryk Emil Cybulski (VI 1934[19] – 1935 → komendant Kadry 10 bpanc)

Zastępcy dowódcy dywizjonu
- mjr sam. Jan Kanty Norbert Prószyński  (1923[20][21] – †30 I 1928 Łódź[22][23])

Oficerowie
- por. sam. Rudolf Gundlach

## Odznaka pamiątkowa
14 lipca 1928 minister spraw wojskowych, marszałek Polski Józef Piłsudski zatwierdził wzór i regulamin odznaki pamiątkowej 4 dsam.
Odznaka o wymiarach 38 x 38 mm ma kształt krzyża Orderu Virtuti Militari pokrytego czarną emalią z amarantowym obrzeżem. W centrum na medalionie umieszczono miniaturę odznaki Szkoły Samochodowej, zaś w otoku wpisano „4 DYWIZJON SAMOCHODOWY”. Pomiędzy ramionami krzyża widnieją srebrne promienie. Odznaka oficerska trzyczęściowa, wykonana w srebrze i emaliowana, łączona dwoma nitami.